# Phidippus cardinalis
Phidippus cardinalis es una especie de araña araneomorfa del género Phidippus, familia Salticidae. Fue descrita científicamente por Hentz en 1845.
Habita en los Estados Unidos, México y posiblemente en Panamá. Es una de las especies de arañas saltadoras que imitan a las avispas del género Dasymutilla; varias especies de estas avispas son similares en tamaño y coloración a las arañas, y poseen una picadura muy dolorosa.